# Ghilarovites tarsatorius
Ghilarovites tarsatorius là một loài tò vò trong họ Ichneumonidae.